# Sagabutikerna

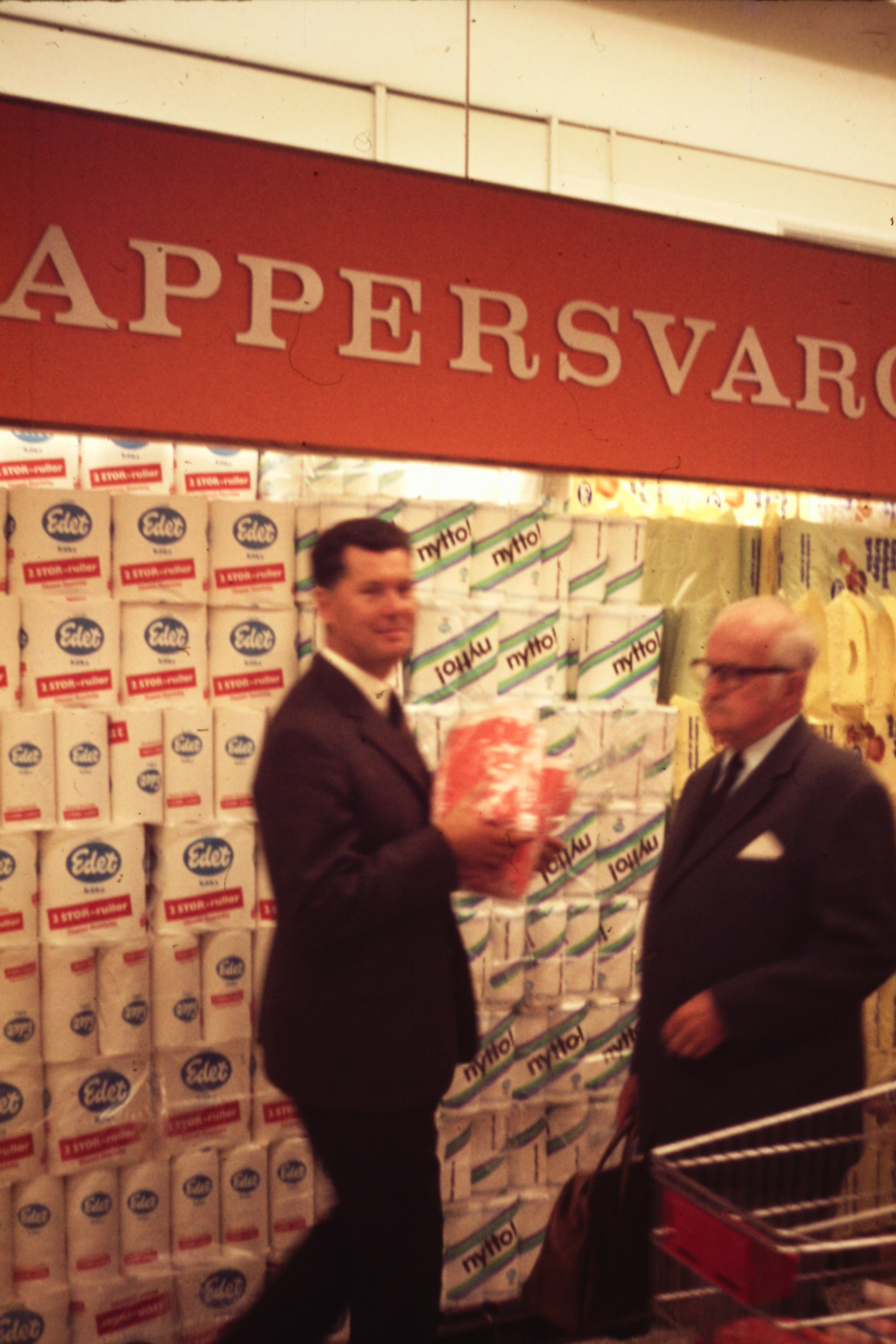
Sagas grundare Bengt Johansson som bär på varor i en av sina egna affärer.

Saga hemköp var en svensk lågpriskedja inom livsmedelshandeln  1965–1986, med som mest 14 butiker och cirka 400 anställda samt en omsättning på 200 miljoner, 1976. Den första butiken öppnades i gamla biograf Saga i Göteborg, och kedjan såldes till Ica 1976.

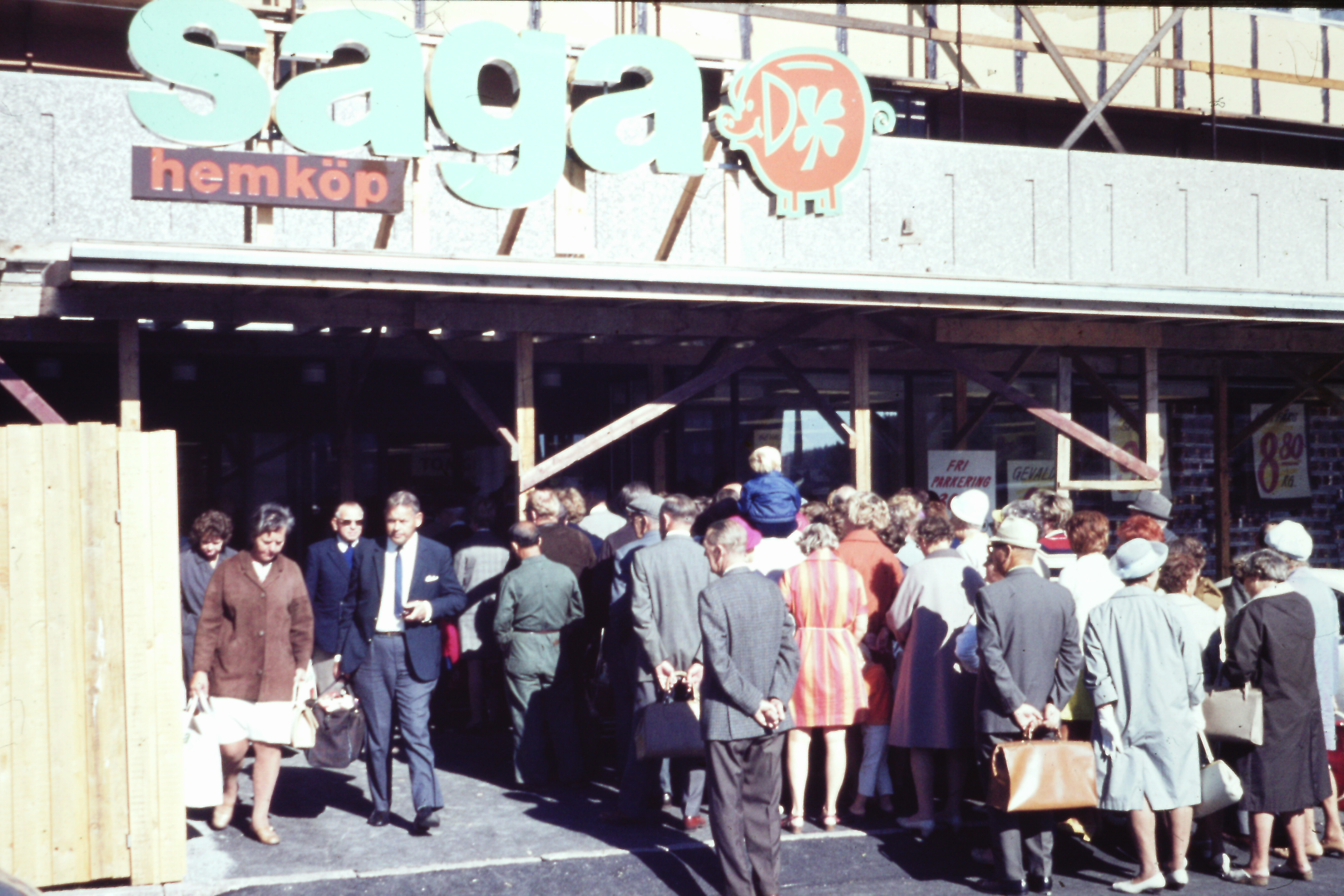
Invigningen av en ny Sagabutik, denna var 1969 Göteborgs största livsmedelsbutik.

Saga dominerade under sin tid lågprishandeln i Göteborg. Trots hård konkurrens och flera aktiva försök med miljonsatsningar från större aktörer som bland annat Ica så förblev Sagas ställning orubblig under 1960–70-talen.
Saga hemköp grundades 1965 av entreprenören Bengt Johansson med målet att sälja billigt, men samtidigt upprätthålla en hög kvalitet på sina varor. För att nå ut till konsumenterna var Johansson tidig med att använda sig av mycket marknadsföring med till exempel massiv annonsering med attraktiva erbjudanden på bland annat dricka och basvaror.
Johanssons Saga blev snabbt synonymt med den nya affärsmodellen. På loppet av bara några fåtal år hade kedjan expanderat i hela Göteborgsområdet och ett flertal andra städer. Saga hade på sin höjd vid invigning de största livsmedelsbutikerna i Göteborg.

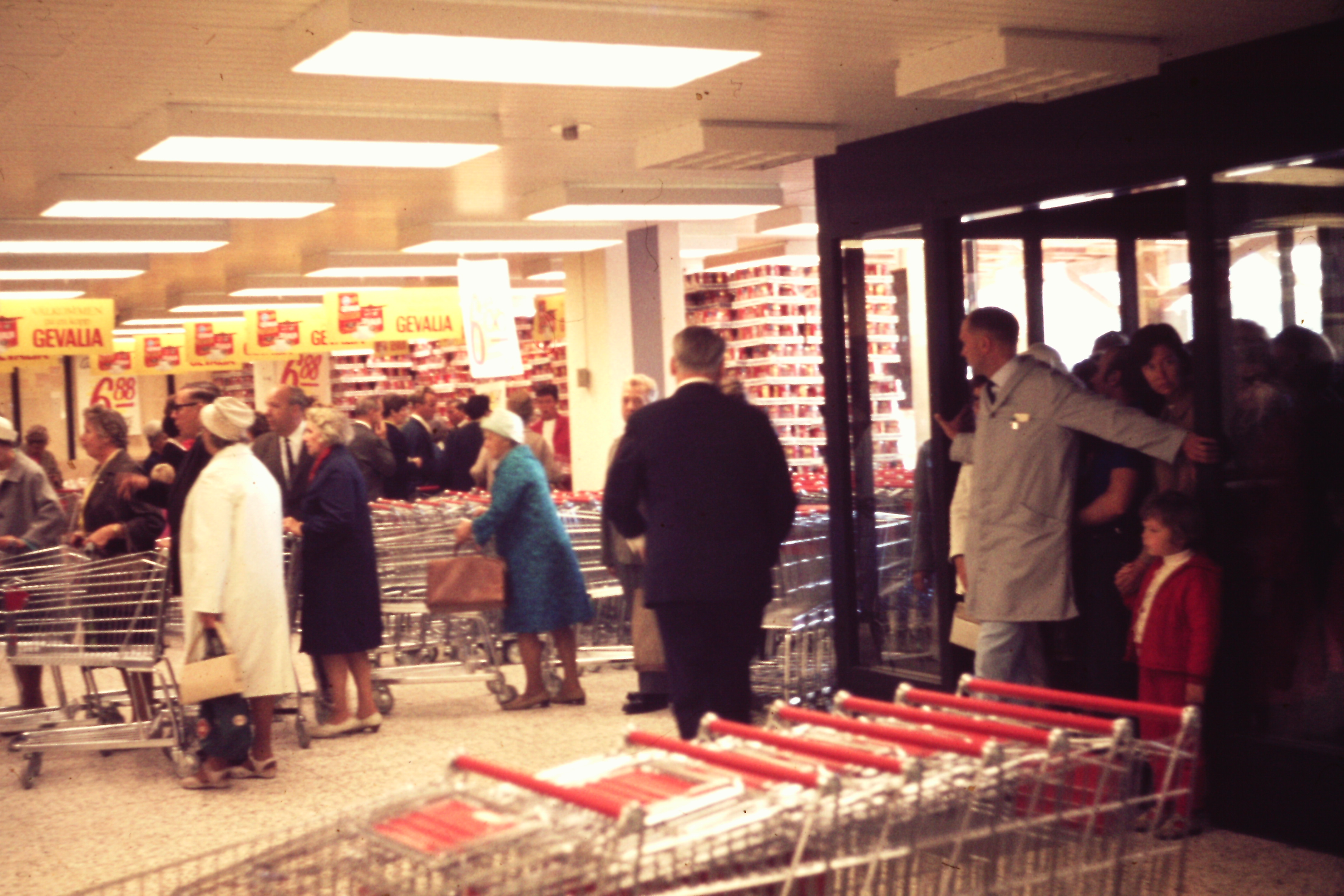
Johanssons Saga var under 60-70 talet ett vinnande koncept.

Sagas logotyp och maskot var en vit spargris med fyrklöver på med en röd bakgrund till. Dessa gavs även ut i olika färger som riktiga spargrisar. Sagas motto – som var associerat med företagets maskot, Saga Spargris – löd ”Spara i Saga”.

## Historia
År 1965 startade Bengt Johansson sin första butik i den nerlagda Sagabiografen på Sofiagatan i stadsdelen Bagaregården i Göteborg. Åren som följde blev framgångsrika och Johansson startade flera andra butiker i Göteborgsområdet, liksom i Uddevalla, Vänersborg och även en butik i Skara. 1966 öppnades en butik på Mölndalsvägen i Göteborg, som på den tiden var den största butiken i området, detta förekom även senare med andra butiker.

När Johansson 1976 sålde Saga-kedjan till Ica Eol hade företaget 10 butiker och en omsättning på 200 miljoner med 400 anställda.

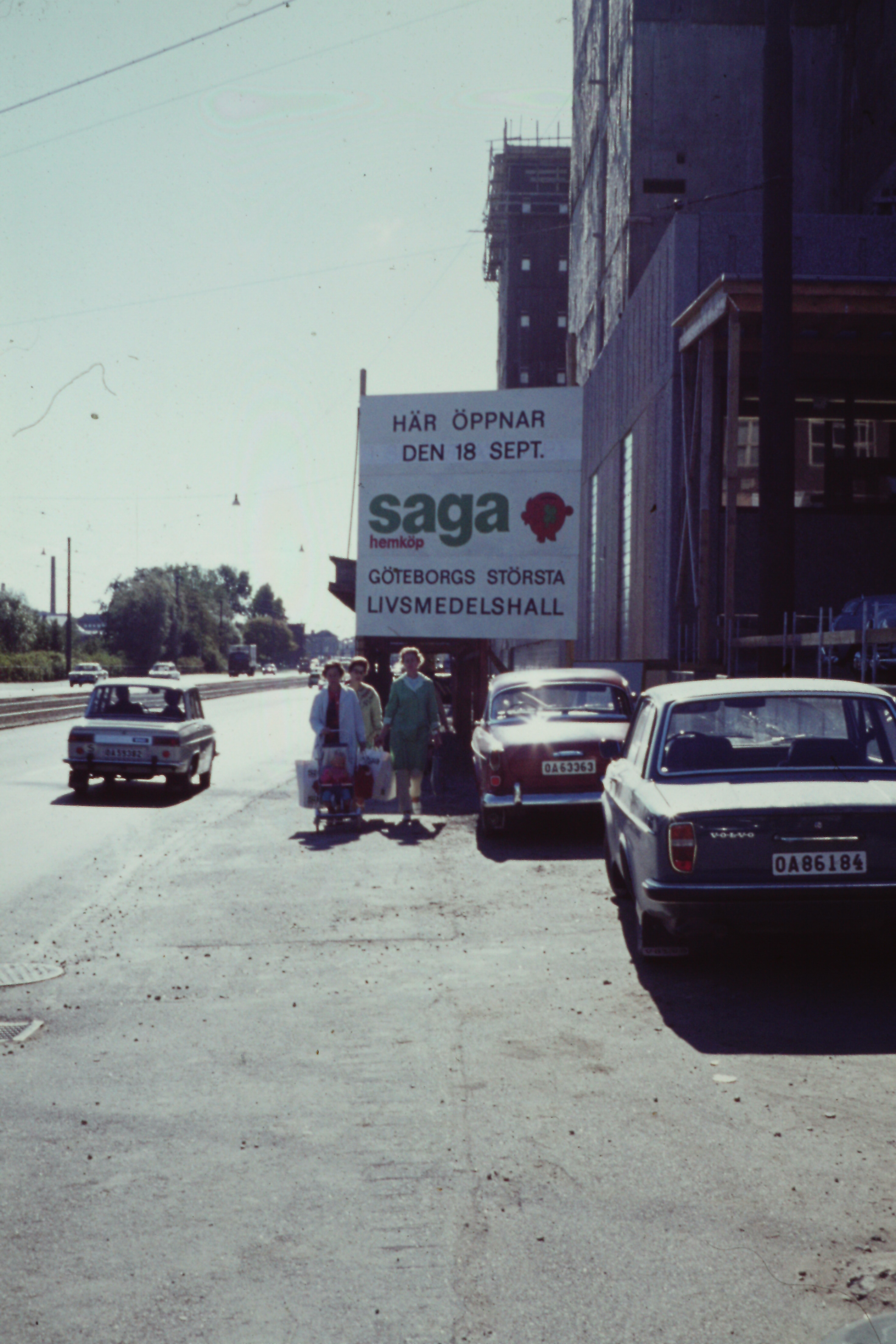
Saga expanderade snabbt med en dominans i Göteborg och fanns även i flera andra städer.

Saga förde in ett nytänkande i livsmedelshandeln och Johanssons vision om låga priser var den bärande idén. Johansson var därmed en entreprenör och föregångare inom den svenska livsmedelshandeln och lågpriskedjornas historia i Sverige.

### Utveckling efter 1976
Efter försäljningen var Bengt Johansson kvar som VD, men avgick efter ett halvår inom den nya organisationen då han upplevde att han inte längre hade den handlingsfrihet som behövdes för att driva Saga, och stod fast vid sina principer om hur affärsverksamheten bäst borde drivas.
Sagas kundkrets upplevde kort efter Johanssons avgång att Saga blivit dyrare efter Ica tog över, och det gick snabbt försäljningsmässigt sämre för kedjan.
1977 blev ett riktigt försäljningsmässigt dåligt år under Ica. Ica sålde sedan ut verksamheten till en Ica-handlare, Folke Ryberg – med förhoppningen att det kunde gå bättre under en annan erfaren köpman. Ryberg rekryterade Rolf Svensson från Ica Eol som kompanjon. Dessvärre var det svårt att fylla tomrummet efter Johanssons avgång och 1986 gick flera av butikerna över till att bli ICA hemköp.

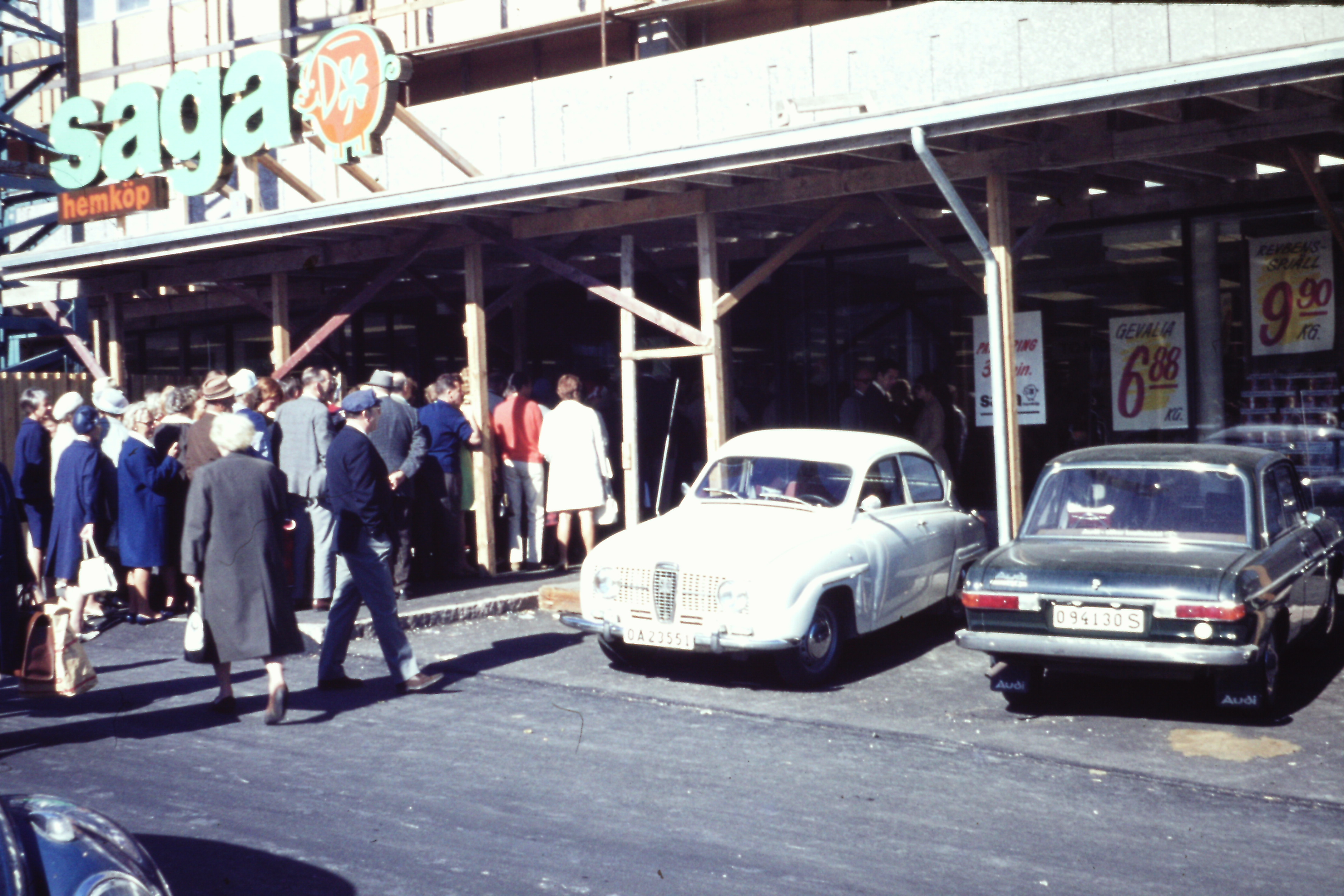
Det var vanligt med högt kundtryck. Vid en invigning av en ny affär så blev det oftast kö ut till vägen.

Bengt Johansson var vid den här tiden pensionär och övergick till bland annat bostadsmarknaden där han ägde flera fastigheter. Efter försäljningen levde Saga kvar till 1986.